# ジョン・キング (第2代準男爵)
第2代準男爵サー・ジョン・キング（英語: Sir John King, 2nd Baronet、1673年 – 1720年3月19日）は、アイルランド王国の政治家、準男爵。

## 生涯
初代準男爵サー・ロバート・キングとフランシス・ゴア（Frances Gore、1708年以降没、ヘンリー・ゴアの娘）の次男（長男ロバートは1684年没）として生まれた。
1695年から1715年までボイル選挙区の、1715年から1720年までロスコモン・カウンティ選挙区の代表としてアイルランド庶民院議員を務め、1707年/1708年に父が死去すると準男爵位を継承した。
エリザベス・サンキー（Elizabeth Sankey、1680年頃 – 1738年7月17日、ジョン・サンキーの娘）と結婚した。
1720年3月19日に死去、息子をもうけなかったため弟ヘンリーが爵位を継承した。死後、妻エリザベスは2度再婚した。